# Văn Quan
Văn Quan là một huyện thuộc tỉnh Lạng Sơn, Việt Nam.

## Địa lý
Huyện Văn Quan nằm ở trung tâm tỉnh Lạng Sơn, có vị trí địa lý:
- Phía đông giáp thành phố Lạng Sơn và huyện Cao Lộc
- Phía tây giáp huyện Bắc Sơn và huyện Hữu Lũng
- Phía nam giáp huyện Chi Lăng
- Phía bắc giáp huyện Văn Lãng và huyện Bình Gia.

Huyện Văn Quan có diện tích 550 km², dân số năm 2004 là 56.000 người. Dân số năm 2019 là 54.202 người. Huyện lỵ là thị trấn Văn Quan nằm trên đường quốc lộ 1B, cách thành phố Lạng Sơn khoảng 35 km về hướng tây, quốc lộ 279 theo hướng nam đi huyện Chi Lăng.

## Hành chính
Huyện Văn Quan có 15 đơn vị hành chính cấp xã trực thuộc, bao gồm thị trấn Văn Quan (huyện lỵ) và 14 xã: An Sơn, Bình Phúc, Điềm He, Hòa Bình, Hữu Lễ, Khánh Khê, Liên Hội, Lương Năng, Tân Đoàn, Trấn Ninh, Tràng Phái, Tri Lễ, Tú Xuyên, Yên Phúc.

## Lịch sử
Dưới thời nhà Lê, huyện Văn Quan có tên là châu Văn Lan thuộc phủ Trường Khánh, trấn Lạng Sơn. Đến đầu thời Nguyễn, châu Văn Lan được đổi thành châu Văn Quan.
Năm 1831, trấn Lạng Sơn đổi thành tỉnh Lạng Sơn, Văn Quan lúc này là một trong 7 châu của tỉnh Lạng Sơn. Năm Minh Mạng thứ 15 (1834), châu Văn Quan được đổi thành huyện Văn Quan.
Huyện Văn Quan có 9 tổng: Bình Gia, Cam Thủy, Chu Túc, Hội Hoan, Huân Phong, Mỹ Liệt, Phú Xá, Tú Xuyên, Uy Mãnh.
Năm Thành Thái thứ 5 (1894), huyện Văn Quan bị giải thể, một phần đất đai lập ra châu Bình Gia và châu Bằng Mạc, phần còn lại được sáp nhập vào châu Văn Uyên.
Ngày 19 tháng 12 năm 1917, chính quyền thực dân Pháp thành lập châu Điềm He bao gồm phần đất của huyện Văn Quan đã nhập vào châu Văn Uyên trước kia, xã Nhân Lý thuộc châu Văn Uyên và tổng Tràng Quế của châu Ôn.
Sau năm 1945, các châu Điềm He và Bằng Mạc được đổi thành các huyện thuộc tỉnh Lạng Sơn.
Ngày 16 tháng 12 năm 1964, Hội đồng Chính phủ ban hành Quyết định số 177-CP. Theo đó, tái lập huyện Văn Quan trên cơ sở hợp nhất huyện Điềm He và 6 xã: Yên Phúc, Bình Phúc, Tri Lễ, Hữu Lễ, Tú Xuyên, Lương Năng của huyện Bằng Mạc cũ.
Sau khi thành lập, huyện Văn Quan gồm 23 xã: Bình Phúc, Chu Túc, Đại An, Đồng Giáp, Hòa Bình, Hữu Lễ, Khánh Khê, Lương Năng, Phú Mỹ, Song Giang, Tân Đoàn, Trấn Ninh, Tràng Các, Tràng Phái, Tràng Sơn, Tri Lễ, Tú Xuyên, Văn An, Vân Mộng, Việt Yên, Vĩnh Lại, Xuân Mai và Yên Phúc.
Năm 1975, hợp nhất 2 tỉnh Cao Bằng và Lạng Sơn thành tỉnh Cao Lạng, huyện Văn Quan thuộc tỉnh Cao Lạng và đến ngày 29 tháng 12 năm 1978, huyện Văn Quan thuộc tỉnh Lạng Sơn vừa được tái lập.
Ngày 30 tháng 1 năm 1985, thành lập thị trấn Văn Quan (thị trấn huyện lỵ huyện Văn Quan) trên cơ sở một phần diện tích và dân số của 2 xã: Xuân Mai và Đại An.
Ngày 21 tháng 11 năm 2019, Ủy ban Thường vụ Quốc hội ban hành Nghị quyết số 818/NQ-UBTVQH14 về việc sắp xếp các đơn vị hành chính cấp xã thuộc tỉnh Lạng Sơn giai đoạn 2019–2021 (nghị quyết có hiệu lực từ ngày 1 tháng 1 năm 2020). Theo đó: 
- Sáp nhập 3 xã Phú Mỹ, Việt Yên và Vân Mộng thành xã Liên Hội
- Sáp nhập 3 xã Chu Túc, Đại An và Tràng Sơn thành xã An Sơn
- Giải thể 2 xã Vĩnh Lại và Xuân Mai
- Sáp nhập xã Văn An, xã Song Giang và 3 thôn: Nảm Lải, Nà Bung, Nà Sùng thuộc xã Vĩnh Lại thành xã Điềm He
- Sáp nhập 5 thôn: Cưởm Trên, Cưởm Dưới, Bản Dạ, Khòn Đon, Khòn Khẻ thuộc xã Xuân Mai vào xã Bình Phúc
- Sáp nhập thôn Bản Coóng thuộc xã Xuân Mai và 2 thôn: Nà Lộc, Bản Bác thuộc xã Vĩnh Lại vào thị trấn Văn Quan.

Ngày 24 tháng 10 năm 2024, Ủy ban Thường vụ Quốc hội ban hành Nghị quyết số 1246/NQ-UBTVQH15 về việc sắp xếp các đơn vị hành chính cấp xã thuộc tỉnh Lạng Sơn giai đoạn 2023–2025 (nghị quyết có hiệu lực từ ngày 1 tháng 12 năm 2024). Theo đó, sáp nhập 2 xã Đồng Giáp và Tràng Các vào xã Khánh Khê.
Huyện Văn Quan có 1 thị trấn và 14 xã trực thuộc như hiện nay.